# Автоматизированная система управления операционным риском
Автоматизированная система управления операционным риском — программное обеспечение, содержащее комплекс средств, необходимых для решения задач управления операционными рисками предприятий: от сбора данных до предоставления отчетности и построения прогнозов. Расчеты производятся на основе моделей и методов статистического и экономического анализа.
Системы управления операционным риском позволяют предприятию решать такие бизнес-задачи, как:
- выявление и наглядная демонстрация «слабых мест» в бизнес-процессах;
- построение эффективной организационной структуры;
- прогнозирование возможного ущерба и расчет капитала, необходимого для покрытия ущерба;
- планирование мероприятий, позволяющих оптимизировать работу компании, снизить расходы и обеспечить устойчивое развитие бизнеса.

Автоматизированные системы управления операционным риском наиболее активно используются в финансовом секторе экономики, прежде всего в банковской и страховой деятельности, поскольку  уровень зрелости управления рисками здесь выше, чем в реальном секторе. Вместе с тем, компании реального сектора не только осознают необходимость внедрения подобных систем, но и делают реальные шаги в этом направлении.
Системы управления операционным риском поддерживают стандарты Basel II и, как правило, реализуют следующие функции:
- сбор данных о фактически понесенных потерях, вызванных влиянием операционного  риска;
- мониторинг неблагоприятных событий операционного характера и вызванных ими потерь;
- генерация отчетов, анализ и визуализация накопленной статистики;
- проведение опросов экспертов с целью оценки влияния факторов операционного риска на бизнес-процессы предприятия и построение на полученных данных карты рисков;
- расчет оценки требований  на капитал для покрытия возможных потерь от операционных рисков;
- расчет стоимостной меры риска (VaR);
- планирование деятельности по предотвращению потерь от реализации операционных рисков.